# Iris palaestina
Espèce
Statut de conservation UICN

 LC  : Préoccupation mineure
Iris palaestina est une espèce de plantes monocotylédones de la famille des Iridaceae, sous-famille des Iridoideae, originaire du Proche-Orient (Israël, Liban, Syrie).